# Оборотни Осрайге

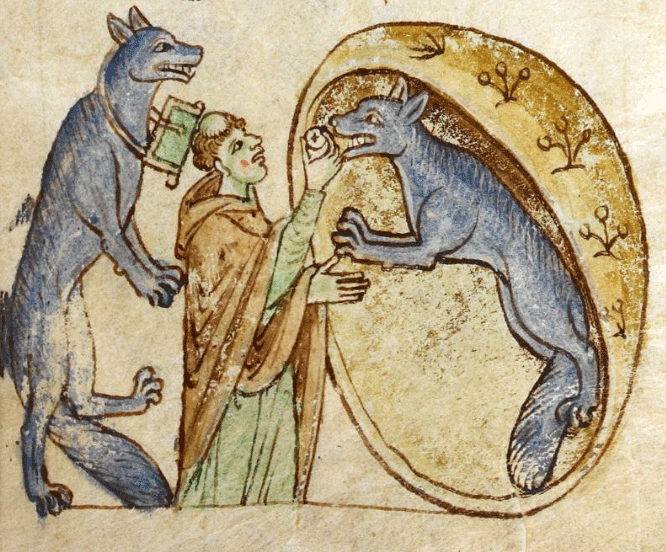
Изображение оборотней из Осрайге, из Topographia Hibernica Гиральда Камбрийского

Оборотни Осрайге (Оссори), королевства раннесредневековой Ирландии — тема ряда рассказов в средневековых ирландских, английских и скандинавских книгах. Эти оборотни были потомками легендарной личности по имени Лайгнед Файлид (Laignech Fàelad), одного из первых королей Осрайге. Возможно, легенда произошла просто от описания воинов в ирландской литературной традиции, которые часто сравнивались с волками, поскольку могли иметь волчьи шевелюры или надевать на себя волчьи шкуры, выходя на «волчью охоту» и устраивая набеги.

## Исторический фон
Несмотря на то, что сейчас в Ирландии волков нет, ещё в Средние века они были многочисленны. Считается, что волки наносили ирландцам большой урон, и именно для охоты на них была выведена порода собаки ирландский волкодав. В 1650 году стая голодных волков напала на город Колрейн. Волк занял прочное место в ирландской культуре, и в средневековой ирландской литературе с ними ассоциировались воины. И те, и другие были свирепы, яростны и непредсказуемы с животным поведением, сексуальной потенцией и воинской доблестью.
В ирландской литературной традиции поведение волков было особенно тесно связано с практикой фениев — воинов из банды безземельных молодых людей, которые большую часть своей жизни проводили в глуши и считались живущими в непосредственной близости к сверхъестественным силам. Воины часто изображались с собачьими атрибутами и имели с волками общие признаки — взъерошенную или дикую внешность и отсутствие одежды. Фении часто описывались как волки, которые охотятся и на животных, и на человека, и, возможно, в качестве ритуального преображения надевали волчьи шкуры или делали волчьи причёски. Когда волки-воины или luchthonn (букв. «волчьи шкуры», этимология родственна славянскому «волколак») совершали набеги, о них говорили, что они «идут на волчью охоту» (англ. go wolfing). Эти ассоциации могли вызвать появление ирландских легенд об оборотнях.

## Лайгнед Файлид
В средневековом ирландском трактате Cóir Anmann («Соответствие имён»), по-видимому, основанном, на более ранней традиции, рассказывается о легендарном воине-оборотне по имени Лайгнед Файлид. Он был родоначальником племени оборотней, связанных с королями Осрайге в восточной Ирландии, которые до нормандского вторжения в Ирландию в XII веке владели большей частью современных графств Килкенни и Лиишь. Согласно Cóir Anmann, «он был человеком, который ходил волковать, то есть в волчьей шкуре, то есть в обличье волка ходил он, и племя его ходило за ним, и они драли скот, по примеру волков, так что вот из-за чего его звали Лайгнед Файлид, потому что он был первым из тех, кто вошел в волчье обличье».
В средневековых генеалогиях он считался братом Фередаха Мак Дуаха (Feradach Мак Duach), короля Осрайге и основателя династии, правившей до нашествия норманнов. Баллимотская книга конца XIV века может иметь в виду это, говоря, что «волчьи потомки» в Осрайге могут менять свою внешность и пожирать людей.

## Другие сведения
Некоторые сведения об ирландских оборотнях имеются в поэме XI века De Mirabilibus Hibernie («О чудесах Ирландии») епископа Патрика из Дублина, среднеирландском De Ingantaib Érenn («О чудесах Ирландии») и поэме XIII века De hominibus qui se vertunt in lupos («Люди, которые превращают себя в волков»). В Historia Britonum («История бриттов») Ненния из Бангора имеется ирландская версия последней поэмы. В её тексте описываются люди, способные превращаться в волков, покидая свои человеческие тела. Травмы, полученные ими в волчьем виде, отражаются и на их человеческих телах, а мясо их добычи появляется у них во рту. Пока они пребывают в волчьей форме, их человеческие тела уязвимы, и их друзья и семьи не должны их трогать. Этот мотив отражает фольклорную веру в то, что души могут покидать тело и путешествовать, но не смогут вернуться, если тело потревожили.
De Ingantaib Érenn («О чудесах Ирландии») говорит об оборотнях, что они живут в Осрайге, но эта деталь опускается в норвежском тексте XIII века Konungs Skuggsjá («Королевское зеркало»). В нём оборотни описаны как люди, проклятые за злобность. Согласно этому тексту, «сказано, что когда святой Патрициус (Святой Патрик) проповедовал в той стране христианство, был один клан, который противостоял ему упорнее всех других в этой земле. Эти люди всячески стремились оскорблять и Бога, и святого. И когда он проповедовал им веру, как и другим, и пришёл беседовать с ними туда, где они проводили свои собрания, они решили выть на него, как волки».
Святой Патрик ответил молитвой, чтобы Бог наказал клан, из-за чего они понесли «соответствующее и суровое, хотя и очень удивительное наказание, ибо сказано, что все члены того клана превращаются по временам в волков и бродят по лесу, питаясь той же пищей, что и волки; но они хуже, чем волки, ибо во всех своих кознях пользуются человеческим умом, хотя столь же охотно пожирают людей, как и других существ». Оборотни изменялись не навсегда: они принимали волчью форму каждую седьмую зиму, либо превращались в волков на семь лет, после чего снова становились людьми.

## Гиральд Камбрийский
Гиральд Камбрийский приводит историю о волках-оборотнях в своём трактате Topographia Hibernica («Топография Ирландии», 1188). В 1175 году Гиральд был назначен архидиаконом Брекнокшира, при этом был историком и писателем. В 1185 году он сопровождал будущего короля Иоанна Безземельного в экспедицию в Ирландию. В «Топографии» содержится история неназванного священника, который путешествует из Ульстера в Миде и встречает в лесу волка. К его изумлению, волк божится, что не причинит ему вреда. Священник умоляет волка не вредить ему и просит объяснений. Волк отвечает: «Двое нас, мужчина и женщина, родом из Осрайге, кто по проклятию Наталия, святого и аббата, принуждены каждые семь лет сбрасывать обличье человека и отлучаться от человеческого жилья. Полностью сбрасывая человеческое обличье, мы принимаем волчье. По истечении семи лет, если случится нам выжить, двое других займут наше место, а мы вернёмся на свою родину и к прежнему своему обличью. А теперь она, мой товарищ по несчастью, лежит, смертельно больная, без божьего милосердия и утешения, что дал бы ей ваш священный сан».
Священник соглашается и выполняет над больной волчицей последний обряд. Чтобы убедить священника, что тот не совершает богохульства, самец срывает волчью шкуру самки, под которой оказывается пожилая женщина. После того, как священник причастил её, волк ведёт его в лес и открывает ему ряд пророчеств о будущем Ирландии и её английских захватчиках. Впоследствии священника вызвали в синод, созванный епископом Миде, который, по совету Гиральда, велит священнику предстать перед Папой. Сам Гиральд не присутствовал при этом, но слышал историю от подчинённых епископа.
Как отметили несколько комментаторов, сюжет уникален в нескольких отношениях. Только здесь оборотни разговаривают, и это не обычные оборотни, претерпевшие полную трансформацию, а люди, хотя и под волчьими шкурами. Как таковые, это крещёные оборотни: люди, созданные по образу и подобию Божьему, изменившиеся внешне, но сохранившие человеческий разум и форму, пусть и скрыто. Они также считаются жертвами проклятия, нансланного людям в качестве коллективного наказания за грехи.
Гиральд продолжает обсуждением теологических последствий этой истории, ссылаясь на рассказы об оборотнях в тексте Блаженного Августина V века «О граде Божьем». Он повторяет взгляды Августина на метаморфозис: «Мы согласимся тогда с Августином, что ни демоны, ни беззаконники не могут ни создать, ни по-настоящему изменить свою натуру; но те, кого создал Бог, могут, до внешнего обличия, с его позволения, преобразоваться так, что кажутся не теми, кто они есть; это ощущения людей, введённых в заблуждение и убаюканных странной иллюзией, будто вещи не кажутся реально существующими, но странно начертаны силой некоего призрака или магического заклинания, останавливающего их взгляд на нереальных и воображаемых формах».
Этот рассказ мог иметь также и политический подтекст, или служить метафорой норманского завоевания Ирландии. Кэтрин Карков утверждает, что здесь иносказательно изображается ирландский народ, звериный внешне, однако подлежащий спасению через христианские таинства, поскольку в глубине своей создан по образу Божию. Старая умирающая женщина-оборотень может являться олицетворением Ирландии и символизировать уходящий из ирландской церкви старый порядок с её сомнительными для английской церкви обрядами.